# Maximilian Dietrich Freislich
Maximilian Dietrich Freislich (auch Freißlich, Fraißlich, getauft am 6. Februar 1673 in Immelborn bei Salzungen; † 10. April 1731 in Danzig) war ein deutscher Komponist und Organist.

## Leben und Wirken
Maximilian Dietrich Freislich, Sohn des Pfarrers Johann Weigold Freislich, kaum laut Johann Matthesons Grundlagen einer Ehren-Pforte, bereits in seiner frühen Jugend als Sängerknabe nach Danzig, wo er von Johann Valentin Meder, bei dem er auch wohnte, Unterricht erhielt. Mattheson zitierte Meder: „…..das sein Nachfolger, Maximilian Freislich genannt, ihm seine zeitliche Wohlfahrt zu dancken habe…. er ihn auch, Zeit seines Amtes in Dantzig, als einen jungen Menschen aufgenommen, und ein Jahrlang in Kost und Behausung frey gehalten, ja, noch darüber, weil er ein Anfänger, in der Composition Handleitung gegeben, und ihm gewiesen, wie er eine Fuge und einen Contrapunkt ausarbeiten müsse.“ Nach 1694 war er in Mitau vom Herzog Friedrich Kasimir Kettler als „Directore der Vocalmusik und Organist“ beauftragt. Nachdem Meder 1699 aus Danzig floh, erhielt Freislich die Stelle des Kapellmeisters an der Marienkirche, der Hauptkirche der Stadt. Durch dieses Amt oblag ihm die Verantwortung für die Ratsmusik. Dies gab ihm das Recht, beispielsweise Hochzeitsmusiken und Totenmessen gegen ein Entgelt zu liefern. Wegen zu geringer Einkünfte stellte er 1715 ein Gesuch an den Stadtrat „das Brauwesen führen zu dürfen“. Nach seinem Tod übernahm sein Halbbruder Johann Balthasar Christian Freislich die Stelle des Kapellmeisters an der Marienkirche.

## Werk
Freislich komponierte Gelegenheitswerke für Anlässe im städtischen Leben und er übernahm Meders doppelchörigen Monumentalstil für den Gebrauch im Mariendom.
Als einziges erhaltenes Werk Freislichs gilt ein Dixit Dominus (Psalm 109) für 2 Soprane, Alt, Tenor und Bass concertato und Ripieno von 1726. Die Zeit überdauert haben zahlreiche kirchliche Kantatentexte, aber auch solche zu Gelegenheitsmusiken.